# (32273) 2000 PC6
2000 PC6 (asteroide 32273) é um asteroide da cintura principal. Possui uma excentricidade de 0.04720060 e uma inclinação de 10.54911º.
Este asteroide foi descoberto no dia 5 de agosto de 2000 por NEAT em Haleakala.